# Narodowe Towarzystwo Autystyczne
Narodowe Towarzystwo Autystyczne (ang. National Autistic Society – NAS) – brytyjska organizacja charytatywna działająca na rzecz osób z zaburzeniami ze spektrum autyzmu.
Organizacja została założona w 1962 roku. Jej celem jest „obrona praw i interesów osób z autyzmem w Wielkiej Brytanii oraz zapewnienie im i ich rodzinom wysokiej jakości usług, odpowiednich do ich potrzeb”.
Organizacja wypracowała szereg usług edukacyjnych i wspierających. Prowadzi szkoły i centra dla dorosłych z autyzmem; oferuje usługi diagnostyczne oraz działa na rzecz popularyzacji wiedzy na temat zaburzeń autystycznych. Uruchomiła również infolinię dla osób autystycznych oraz ich rodzin i opiekunów, a także centrum informacyjne dla specjalistów, studentów i innych osób zainteresowanych. Towarzystwo ma swój udział w publikacji i dystrybucji piśmiennictwa na temat autyzmu; zapoczątkowało m.in. czasopismo „Communication”.